# O'Briens Creek
O'Briens Creek är ett vattendrag i Australien. Det ligger i delstaten New South Wales, i den sydöstra delen av landet, omkring 370 kilometer sydväst om delstatshuvudstaden Sydney.
Trakten runt O'Briens Creek består till största delen av jordbruksmark. Runt O'Briens Creek är det glesbefolkat, med 12 invånare per kvadratkilometer. Genomsnittlig årsnederbörd är 867 millimeter. Den regnigaste månaden är mars, med i genomsnitt 113 mm nederbörd, och den torraste är oktober, med 42 mm nederbörd.